# Sârbii din Kosovo
Sârbii din Kosovo reprezintă al doilea grup etnic majoritar în teritoriul disputat Kosovo. Ei sunt nativi în regiune de cel puțin un mileniu. Până în secolul al XII-lea, centrul religios, diplomatic și cultural al Regatului Serbiei se afla în provincia Kosovo, iar în secolul al XIV-lea al Țaratulului Sârb. Dominația otomană, convertirea la islam, și așezarea albanezilor a cauzat în secolele următoare, o schimbarea majoră a demografiei provinciei în favoare musulmanilor odată cu secolul al XX-lea. Pe parcursul secolului 20 populația sârbă a scăzut constant. Ponderea lor în totalul populației din regiune este în prezent estimată la 7% de către CIA. În prezent, sârbii locuiesc în enclavele din Kosovo, Kosovo de Nord fiind cea mai numeroasă.
Emigrarea pe scară largă a etnicilor sârbi, mai ales după 1999, au reprezentat singurul grup etnic majoritar din Kosovo cu o creștere naturală negativă, numărul morților depășind pe cel al născuților. BBC a raportat că aproximativ 100.000 de sârbi au rămas în Kosovo, în urma unui exod al ne-albanezilor. Minoritatea sârbă locuiește în zone separate urmărite de forțele de menținerea a păcii NATO. Diplomații internaționali și-au exprimat îngrijorarea față de progresul lent al drepturilor lor. Human Rights Watch subliniază discriminarea împotriva romilor și sârbilor din Kosovo.

## Populație

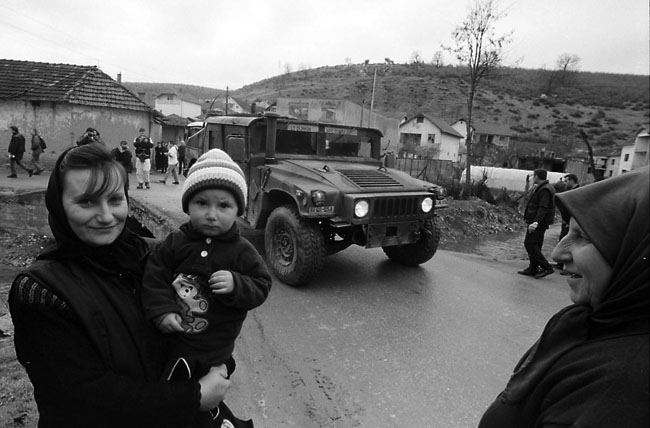
Civilii sârbi sunt protejați de KFOR de amenințarea atacurilor din partea vecinilor lor.

Potrivit Biroului de Statistică al provinciei Kosovo, în 2006 au fost 111.300 de sârbi din Kosovo, care reprezenta 5.3% din populație, față de 24.1%, în 1948. În timpurile moderne, numărul absolut al sârbilor a fost cel mai mare la recensământul din 1971, când acesta se afla la 228.264. Sârbii reprezintă 98% din populație în Kosovo de Nord, de 1.200 km2, constituind 11% din teritoriul Kosovo.

## Geografie
Potrivit recensământului din 1991, sârbii sunt majoritari în cinci municipii din Kosovo:
- Leposavić
- Zvečan
- Zubin Potok
- Novo Brdo
- Štrpce